# Nehren, Baden-Württemberg
Nehren är en kommun (tyska Gemeinde) i Landkreis Tübingen i delstaten Baden-Württemberg i Tyskland. Folkmängden uppgår till cirka 4 600 invånare, på en yta av 8,59 kvadratkilometer.
Kommunen ingår i kommunalförbundet Steinlach-Wiesaz tillsammans med kommunerna Dußlingen och Gomaringen.

## Befolkningsutveckling
| Befolkningsutvecklingen i Nehren 1975–2015 | Befolkningsutvecklingen i Nehren 1975–2015 | Befolkningsutvecklingen i Nehren 1975–2015 | Befolkningsutvecklingen i Nehren 1975–2015 | Befolkningsutvecklingen i Nehren 1975–2015 |
| ------------------------------------------ | ------------------------------------------ | ------------------------------------------ | ------------------------------------------ | ------------------------------------------ |
|                                            |                                            |                                            |                                            |                                            |
| År                                         |                                            |                                            | Folkmängd                                  | Areal (ha)                                 |
| 1975                                       | 1975                                       |                                            | 2 504                                      | 858                                        |
| 1980                                       | 1980                                       |                                            | 2 718                                      |                                            |
| 1985                                       | 1985                                       |                                            | 2 968                                      |                                            |
| 1990                                       | 1990                                       |                                            | 3 371                                      |                                            |
| 1995                                       | 1995                                       |                                            | 3 604                                      |                                            |
| 2000                                       | 2000                                       |                                            | 3 627                                      |                                            |
| 2005                                       | 2005                                       |                                            | 4 259                                      | 859                                        |
| 2010                                       | 2010                                       |                                            | 4 272                                      |                                            |
| 2015                                       | 2015                                       |                                            | 4 244                                      |                                            |
|                                            |                                            |                                            |                                            |                                            |